# شهرستان دارلاگ
شهرستان دارلاگ (به لاتین: Darlag County) یک منطقهٔ مسکونی در چین است که در ولایت خودمختار گولوگ تبتی واقع شده‌است.